# Xiaoguijianchou Ya
Xiaoguijianchou Ya (chinesisch 小鬼间愁崖 ‚Kliff, dass kleine Geister verängstigt‘) ist ein Kliff an der Ingrid-Christensen-Küste des ostantarktischen Prinzessin-Elisabeth-Lands. Es ragt nördlich des südwestlichen Teils der Anhähe Xi’nan Gaodi am Westrand der Halbinsel Xiehe Bandao bzw. am Ufer des Nella-Fjords in den Larsemann Hills auf.
Chinesische Wissenschaftler benannten es im Jahr 1989 im Zuge von Vermessungs- und Kartierungsarbeiten.